# Garbi

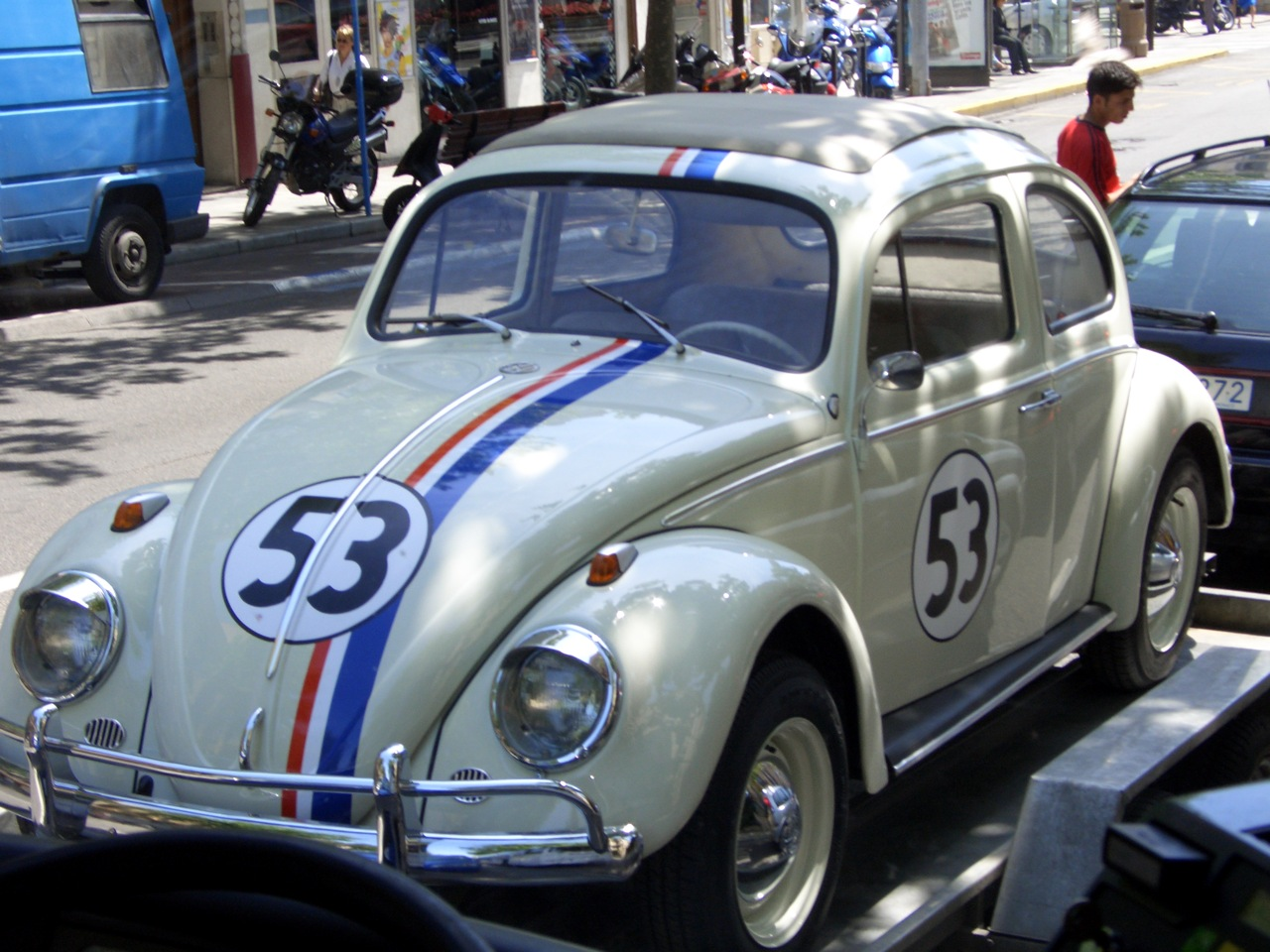
Samochód na wzór Herbie

Garbi (oryg. nazwa w jęz. ang. Herbie) – samochód wyścigowy Volkswagen Garbus, użyty w filmach: Kochany Chrabąszcz, Garbi znowu w trasie, Chrabąszcz jedzie do Monte Carlo, Garbie jedzie do Rio i Garbi: super bryka oraz serialu telewizyjnym The Love Bug.

## Filmy
Źródło: Filmweb
- Kochany Chrabąszcz (1968)
- Garbi znowu w trasie (1974)
- Chrabąszcz jedzie do Monte Carlo (1977)
- Garbie jedzie do Rio (1980)
- Garbi: super bryka (2005)

### Seriale telewizyjne
- The Love Bug (1997)

## Gry
Źródło: Gry-Online
- Herbie: Fully Loaded (2005)
- Herbie: Rescue Rally (2007)